# Брюховецкие
Брюховецкие (пол. Brzuchowiecki) — дворянский род.
Потомство Ивана Брюховецкого (1623—1668) — боярина и гетмана Войска Запорожского (левобережный) с 1663 по 1668 год. Род угасший.

## Описание герба
Герб гетмана Брюховецкого (1663—1668): в голубом поле рука, держащая две опрокинутых стрелы в андреевский крест, сопровождаемые сверху внутри пятью шестиконечными звёздами. Нашлемник: три страусовых пера.